# Antonin Artaud
Antonin Artaud, wym. [ɑ̃tonɛ̃ aʀto:], właśc. Antoine Marie Joseph Artaud (ur. 4 września 1896 w Marsylii, zm. 4 marca 1948 w Paryżu) – francuski aktor, dramaturg, reżyser, pisarz, teoretyk teatru. Występował w 22 filmach, napisał 26 książek.
Autor teatru okrucieństwa i Teatru i jego sobowtóra.

## Życiorys
Pochodził z zamożnej rodziny mieszczańskiej, w której było dziewięcioro dzieci. Jego rodzice byli z pochodzenia Grekami lewantyńskimi. W wieku pięciu lat zapadł na zapalenie opon mózgowych – ze skutkami tej choroby miał się mierzyć przez całe życie, szczególnie z bólem. Cierpiał na ostrą neuralgię. Spędził pięć lat w sanatorium z dwumiesięczną przerwą, trwającą od czerwca do lipca 1916 roku, gdy powołano go do armii – został jednak uznany za niezdolnego do służby wojskowej ze względu na lunatyzm. Przebywając na kuracji, Artaud zaczytywał się w dziełach Rimbauda, Baudelaire’a i Poego. W maju 1919 roku dyrektor zakładu, dr Dardel, przepisał Artaudowi laudanum, od którego miał być uzależniony przez resztę życia.
W marcu 1920 roku Artaud przeprowadził się do Paryża. W wieku dwudziestu siedmiu lat posłał kilka swych utworów poetyckich do „La Nouvelle Revue Française”. Prace odrzucono, redaktor napisał jednak list, w którym zachęcił go do korespondencji. W ten sposób powstało dzieło epistolarne Correspondence avec Jacques Rivière – pierwsza poważniejsza praca literacka Artauda, opublikowana w „La Nouvelle Revue Française” w r. 1924.
Od roku 1924 Artaud należał do ruchu surrealistycznego, szybko zaczął odgrywać w nim ważną rolę: już w tym samym roku André Breton powierzył mu kierownictwo la Centrale du bureau des recherches surréalistes (Centralne biuro poszukiwań surrealistów). W tym czasie Artaud pisał scenariusze filmowe, poezje i utwory prozatorskie, wiele jego tekstów publikowano w „La Révolution surréaliste”, organie prasowym surrealistów. 10 grudnia 1926 r, gdy w czasie zebrania grupy, rozważano przystąpienie do Parti Communiste Français. Artaud odmówił i odszedł z grupy surrealistów, przekonany, że rewolucja winna mieć naturę duchową, a nie polityczną.
W latach 1924–1926 Artaud wystąpił w kilkunastu rolach teatralnych i filmowych.
Jedyną kobietą, z którą łączył go trwały związek (1922–1927) była Génica Athanasiou, rumuńska aktorka.
W latach 1931–1933 spotkał Anie Besnard i Anaïs Nin.
Artaud bywa traktowany jako ojciec sztuki performatywnej. W latach 1926–1935 poświęcił się urzeczywistnieniu własnej idei teatru: razem z Rogerem Vitrakiem i Robertem Aronem powołał do życia Teatr im. Alfreda-Jarry. W 1930 roku opublikował swoją najbardziej znaną pracę o teatrze – Teatr i jego sobowtór. W roku 1935 stworzył Teatr Okrucieństwa, gdzie wystawił własnego autorstwa sztukę – Les Cenci (według The Cenci Shelleya i noszącego ten sam tytuł opowiadania Stendhala).
W 1936 roku Artaud wyprawił się do Meksyku, gdzie spędził kilka miesięcy wśród Indian Tarahumara – podobno eksperymentował z pejotlem.
W następnym roku, w Belgii planował małżeństwo z Cécile Schramme, któremu sprzeciwił się jej ojciec.
W kolejną podróż wybrał się do celtyckich Druidów do Irlandii, chciał zwrócić Irlandczykom domniemaną laskę św. Patryka, którą kupił w antykwariacie w Paryżu i dorobił jej żelazne okucie.
Po przymusowym powrocie, Artaud do Francji – już w trakcie podróży, nasiliły się u niego objawy psychotyczne, utracił poczucie tożsamości, wierzył, że niebawem spełni się zapowiedź Apokalipsy – został internowany w szpitalu psychiatrycznym Quatre-Mares, w Sotteville-lès-Rouen. Przez kilka lat ukrywał się przed rodziną.
Przez dziesięć lat – do 1947 roku był pacjentem kilku zamkniętych zakładów psychiatrycznych. Zdiagnozowano psychozę o skomplikowanym przebiegu, wywołaną wieloletnią narkomanią oraz skutkami ubocznymi błędnego leczenia domniemanego, dziedzicznego syfilisu. W okresie II wojny, przebywał w paryskim szpitalu Sainte-Anne (gdzie m.in. zetknął się z Jacquesem Lacanem), następnie został przeniesiony do Ville-Évrard (lata 1939–1943). W warunkach wojennych niedoborów i wobec niebezpieczeństwa śmierci z rąk okupantów, ocaleniem okazało się przeniesienie (w listopadzie 1942 r.) do „wolnej strefy” pod opiekę dr Gastona Ferdière’a, w Rodez. Leczony już dawniej insuliną, rtęcią i preparatami bizmutu, nie odzyskiwał zdrowia. Seria elektrowstrząsów przyniosła znaczącą poprawę. Artaud był zachęcany do arteterapii, dużo pisał i rysował. W 1946 roku, dzięki pomocy przyjaciół, którzy zapewnili mu wsparcie finansowe, został zwolniony z zakładu w Rodez i przeniesiony do prywatnej kliniki w Ivry-sur-Seine pod Paryżem – gdzie zachował swobodę poruszania się.
13 stycznia 1947 r. miało miejsce przedstawienie teatralne Tête à tête w „Théâtre du Vieux-Colombier”. W lipcu odbyła się wystawa portretów i rysunków Artaud (Portraits et dessins) w Galerie Pierre.
Artaud napisał dla radia słuchowisko pt. Pour en finir avec le jugement de dieu – nagrał je w okresie 22–29 listopada 1947 r. – w audycji uczestniczyli Maria Casarès, Paule Thévenin i Roger Blin. Dzień przed emisją, która miała się odbyć 2 lutego 1948 roku, słuchowisko zostało zdjęte z anteny, ze względu na odniesienia skatologiczne, treści antyamerykańskie i antyreligijne, choć jako przyczynę podano także argument o ogólnej kakofonii. W konsekwencji Fernand Puuey, dyrektor redakcji teatralnej i literackiej Radia Francuskiego, urządził prywatną emisję, na której pojawiło się około pięćdziesięciu artystów, literatów, muzyków i dziennikarzy. Obecni byli, m.in. Roger Vitrac, Jean Cocteau, Paul Éluard, Raymond Queneau, Jean-Louis Barrault, René Clair, Jean Paulhan, Maurice Nadeau, Georges Auric, Claude Mauriac.
W styczniu 1948 roku zdiagnozowano u Artauda nieoperacyjnego raka odbytu. Zmarł w samotności. Znaleziono go w sali siedzącego w nogach łóżka, trzymającego but w dłoni. Trzydzieści lat później radio francuskie wyemitowało w końcu Pour en finir avec le jugement de dieu.

### Teatr braku i kryzysu
Artaud propagował ideę teatru braku i kryzysu, teatru okrucieństwa. Tekst, mowa oraz ruch sceniczny nie miały tu tworzyć sugestywnej jedności – Artaud chciał zminimalizować centralną rolę tekstu w teatrze, na plan pierwszy wysuwając spektakl, inscenizację. Inscenizacja oznaczała dlań już czytelny, zamknięty w sobie tekst – słowa nie odgrywały znaczniejszej roli.

### Teatr okrucieństwa
Teatr okrucieństwa miał spełniać trzy przesłanki:
- tekst miał być chaotyczny – wypowiedź sceniczna nie powinna podążać za wymogami dyskursu; fragmentaryzację tekstu Artaud przedstawiał jako wyraz buntu przeciwko cywilizacji i kulturze;
- zniekształcone ciało – inspirację do tego zaczerpnął Artaud z tradycyjnego teatru balijskiego; mowa ciała miała wyrażać agresje i życzenia; ważną rolę odgrywać miała cielesność oddechu, a zatem czegoś, co jest wspólne aktorom i widzom, a tym samym elementu jednoczącego wykonawcę i widza.
- stłumiony głos – Artaud kładł nacisk na wymóg blokady głosu, wyrażającej się w formie niemego krzyku, słyszalnego w ciszy; Artaud kładł nacisk nie tyle na sam głos, ile raczej na odgłosy, które miały boleśnie dotykać widza.

### Teatr i jego sobowtór
Jako sobowtóra teatru, Artaud widział dżumę, metafizykę i okrucieństwo; spektakl nie miał już spełniać postulatu mimesis, a zatem nie miał być odzwierciedleniem rzeczywistości – miał być rzeczywistością sam dla siebie. A zatem teatr nie miał być sobowtórem rzeczywistości, lecz rzeczywistością samą – rzeczywistością zawsze okrutną, zdwojoną w realności teatru. Należałoby zatem – stwierdził – zrezygnować ze sztucznego podziału przestrzeni teatralnej na scenę i widownię, z waloryzacji inscenizowanej akcji, z odróżnienia na znaczone i znaczące. Chcąc uniknąć tworzenia sytuacji, w której człowiek zostałby wydany na „niepewność czasów”, Artaud wysunął koncepcję takiego przedstawienia obrazu „nierzeczywistości” – rozumianej jako mityczna podstawa – by odebrał on codziennej realności prawo do wysuwania pretensji do bycia „jedynie rzeczywistą” i zajął jej miejsce.
Po raz pierwszy przedstawiona tak dobitnie przez Artaud idea teatru „nieprzedstawiającego”, teatru bezpośredniego transformowania energii bytu wywarła ogromny wpływ na twórców XX wieku. Znajdują się wśród nich: Jerzy Grotowski, Tadeusz Kantor, David Esrig, Werner Schwab, Sarah Kane, Wolfgang Rihm, Jacques Derrida, Gilles Deleuze i Félix Guattari.

## Dzieła
- Tric Trac du Ciel. Illustré de gravures sur bois par Elie Lascaux, Paris, Simon, s. d. (1923).
- L’ombilic des limbes, Éditions de la nouvelle revue française, Paris, 1925.
- Le pèse-nerfs, Leibovitz, Paris, 1925.
- L’art et la mort, Denoël, Paris, 1929.
- Le moine, de Lewis, raconté par Antonin Artaud, Denoël & Steele, Paris, 1931.
- Héliogabale ou l’anarchiste couronné, Denoël & Steele, Paris, 1934.
- Les nouvelles révélations de l'être, Denoël, Paris, 1937.
- Teatr i jego sobowtór, Gallimard, Paris, 1938.
- D’un voyage au pays des Tarahumaras, Éditions de la revue Fontaine, Paris, 1945.
- Van Gogh le suicidé de la société, K éditeur, Paris, 1947.
- Artaud le Mômo, Bordas, Paris, 1947.
- Ci-Gît précédé de La culture indienne, K éditeur, Paris, 1947.
- Pour en finir avec le jugement de Dieu, K éditeur, Paris, 1948.
- Les Cenci, w: Œuvres complètes, Gallimard, 1964.
- Pour en finir avec le jugement de dieu, émission radiophonique, INA, André Dimanche Editeur 1995.
- Fragment „Pour en finir avec le jugement de dieu”. respire-asbl.be. [zarchiwizowane z tego adresu (2010-12-17)].
- Van Gogh, le suicidé de la société, émission radiophonique, INA, André Dimanche Editeur, 1995.

Przekłady na język polski:
- Teatr i jego sobowtór, przełożył Jan Błoński, Wydawnictwa Artystyczne i Filmowe, Warszawa 1978.
- Heliogabal albo anarchista ukoronowany, przełożył Grzegorz Wilczyński, Wydawnictwo KR, Warszawa 2000.
- Adres do Papieża. Adres do Dalajlamy, przełożył Piotr Skalski, "Pole" nr 3/2023[6].